# Ulrich Maximilian Schumann
Ulrich Maximilian Schumann (* 23. März 1964 in Kuppenheim) ist ein Kunst- und Architekturhistoriker und Publizist. 

## Leben und Wirken
Schumann, der in Heidelberg und Bonn studierte, war in Frankfurt am Main am Deutschen Architekturmuseum tätig, bevor er 1994 an der Eidgenössischen Technischen Hochschule Zürich eine Lehrtätigkeit aufnahm und dort 1999 mit einer Arbeit über den Architekten Wilhelm von Tettau (1872–1929) und Architektur in der Krise des Liberalismus promoviert wurde. An der Universität Karlsruhe habilitierte sich Schumann 2009 mit seiner Schrift Friedrich Weinbrenner: Klassizismus und „praktische Ästhetik“.
Nach weiteren Lehraufträgen an der Harvard University, TU Delft, Universität Karlsruhe und TU Dortmund, lehrt er seit 2014 European Cultural History an der Université de Strasbourg im Masterstudiengang Euroculture.
Ein Schwerpunkt von Schumanns Schriften und Ausstellungen sind Bauten und Architekten in Baden, so beispielsweise Schloss Rotenfels in Gaggenau, das Friedrichsbad in Baden-Baden, der Künstler Max Laeuger (1864–1952), der Architekt und Theoretiker Heinrich Hübsch sowie vor allem immer wieder der Karlsruher Baumeister Friedrich Weinbrenner (1766–1826). 
Schumann war bis 2010 als wissenschaftlicher Mitarbeiter für das Projekt Friedrich Weinbrenner des Südwestdeutschen Archivs für Architektur und Ingenieurbau (saai) am Karlsruher Institut für Technologie tätig. Er ist Präsident der 2010 gegründeten Friedrich-Weinbrenner-Gesellschaft.
Schumann, der seit Ende der 1990er Jahre der Partei Bündnis 90/Die Grünen angehörte, bewarb sich 2011 als Herausforderer von Michael Beck (CDU) um das Amt des Oberbürgermeisters der Stadt Tuttlingen und erhielt 31,6 % der Wählerstimmen. Seit dem Jahr 2015 ist er kein Parteimitglied mehr.

## Publikationen
- Wilhelm Freiherr von Tettau, 1872–1929. Architektur in der Krise des Liberalismus. Gta, Zürich 2002, ISBN 3-85676-101-2 (= Dissertation, ETH Zürich, 1999) Kurzfassung.
- Friedrich Weinbrenners Weg nach Rom: Bauten, Bilder und Begegnungen (= Schriften des Museums für Literatur am Oberrhein. Band 3; Häuser- und Baugeschichte. Band 7). Info-Verlag, Karlsruhe 2008, ISBN 978-3-88190-503-9 (= Katalog zur Ausstellung „Friedrichs Weinbrenners Weg nach Rom“ im Rahmen der 19. Europäischen Kulturtage 2008 im Museum für Literatur am Oberrhein, Karlsruhe, 7. April bis 1. Juni 2008).
- Friedrich Weinbrenner: Klassizismus und „praktische Ästhetik“ (= Friedrich Weinbrenner und die Weinbrenner-Schule. Band 5). Deutscher Kunstverlag, Berlin 2010, ISBN 978-3-422-06969-5.
  - Rezension von Klaus Jan Philipp: in: Sehepunkte Ausgabe 11 (2011), Nr. 5.
- Heinrich Hübsch. Ein Wegweiser zu seinen Bauten in der TechnologieRegion Karlsruhe. Triglyph Verlag, Bad Saulgau 2013, ISBN 978-3-944258-02-7.
- Promenade der Klassik. Friedrich Weinbrenner in Baden-Baden. Triglyph Verlag, Bad Saulgau 2015, ISBN 978-3-944258-04-1.
- Hommage an Reinhard Baumeister. Pionier der modernen Stadtplanung (= Richard Baumeister Reihe, Bd. 13). Triglypn Verlag, Bad Saulgau 2017, ISBN 978-3-944258-08-9.

als Herausgeber:
- mit Vittorio Magnago Lampugnani, Ruth Hanisch und Wolfgang Sonne: Architekturtheorie 20. Jahrhundert. Positionen – Programme – Manifeste. Hatje Cantz Verlag, Ostfildern 2004, ISBN 3-775-71375-1.
- mit anderen: Die Stadt. Ihre Erfindung in Büchern und Graphiken. Gta, Zürich 2009, ISBN 978-3-856-76257-5.

### Aufsätze
- Sinnliche Mäander. Abwege ins Friedrichsbad in Baden-Baden, in: Archithese 26 (1996), Nr. 2, S. 19–25.
- Gästehaus der Akademie Schloß Rotenfels: Karlhans Hirschmann und Otfried Weis = Guesthouse, Schloss Rotenfels Academy, mit Fotos von Dirk Altenkirch, in: Architektur-Jahrbuch 1996 (ISSN 0942-7481), herausgegeben vom Deutschen Architektur-Museum Frankfurt am Main, S. 104–107.
- Das Phänomen Max Laeuger: Diplomatie im Auftrag der Kunst. In: Urs Robert Kaufmann (Hrsg.): Die Schweiz und der Deutsche Südwesten (= Oberrheinische Studien. Band 25). Ostfildern 2006, ISBN 3-799-57825-0, S. 155–169.
- Büro- und Geschäftshaus am Karlsruher Marktplatz, in: Bauwelt 98 (2007), Nr. 39, S. 12–13.
- „Kopf und Hände“ – Bauen in Friedrich Weinbrenners Baden, in: Zurück in die Stadt, Berlin 2007 ISBN 978-3-939-63349-5; ISBN 3-939633-49-6, S. 42 ff.
- Das Kleine und das Große, das Nahe und das Ferne: Max Laeuger und die Erneuerung der Kunst, in: Jugendstil am Oberrhein. Karlsruhe 2009 ISBN 978-3-7650-8510-9, S. 124–129.
- Begegnung mit Weinbrenners Karlsruhe (1815), in: „Gemütlichste Gespräche“ – Goethe in Karlsruhe, Festschrift zum 50-jährigen Bestehen der Goethe-Gesellschaft Karlsruhe e. V., hrsg. von Beate Laudenberg, Karlsruhe 2010 ISBN 978-3-7650-8587-1.
- Zwischen Oos und Paradies: Annäherungen an Max Laeugers Baden-Baden, in: Badische Heimat 90 (2010), Nr. 3, S. 648–657.
- Zur Gründung der Friedrich-Weinbrenner-Gesellschaft, in: Badische Heimat 91 (2011), Nr. 1, S. 104–108.